# Villa Casagrande Serristori
Villa Casagrande Serristori è una residenza di campagna trecentesca situata a Figline Valdarno, racchiuso nell'antica cinta muraria medievale del centro.

## Storia

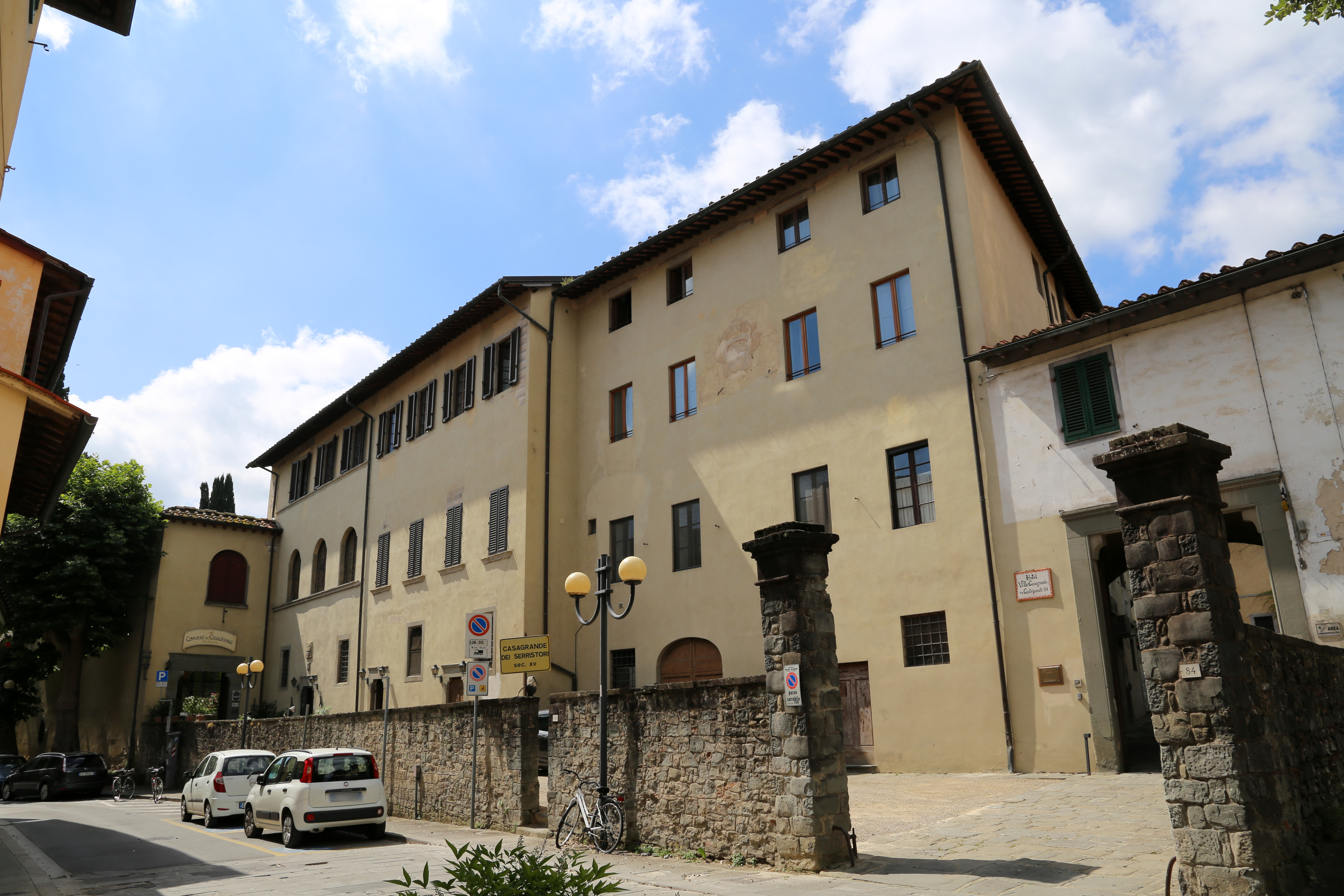
L'esterno

La villa, risalente al  Trecento fu costruita dai Franzesi della Foresta e il loro amministratore e Notaio di Famiglia , ne subentrò nel possesso  , venuto a Firenze nel 1384 e divenuto notaio della Signoria.
La villa fortificata dei Serristori divenne immediatamente luogo di incontro di artisti e filosofi, infatti proprio nella villa Casagrande il famoso umanista Marsilio Ficino impartiva le sue lezioni ai Serristori e all'alta aristocrazia agli albori del Rinascimento.
La villa, oltre a ospitare artisti e letterati, fu anche sede di incontro di personalità come papa Leone X, Carlo VII di Borbone re delle due Sicilie, Carlo V re di Spagna.
La struttura è divenuta sede di un albergo (Villa Casagrande) e di un ristorante (Convivio in Casagrande).

## Descrizione
Il vasto edificio è caratterizzato da un'ampia chiostra di stile toscano, recintata dalle mure guelfe e dall'alta e massiccia torre all'interno delle quali si apre il giardino all'italiana, intersecato da stradicciole di ghiaia, orlate da siepi di bosso e da alti cipressi; vi sorge in mezzo una colonna di pietra con una croce.
Il piano nobile è adibito a museo ed è arredato con mobili rinascimentali.